# Pristimantis adiastolus
Pristimantis adiastolus Duellman & Hedges, 2007 è una rana della famiglia Strabomantidae.